# Said Belqola
Said Belqola (Arabisch: سعيد بلقولة) (Tiflet, 30 augustus 1956 – aldaar, 15 juni 2002) was een voetbalscheidsrechter uit Marokko. Hij werd vooral bekend door het fluiten van de finale van het WK voetbal in 1998 tussen Frankrijk en Brazilië. Hij was hiermee de eerste Afrikaanse scheidsrechter die een finale van een WK leidde. Op dit WK floot hij ook twee groepsduels. 
Belqola overleed in 2002 na een lang gevecht tegen kanker.

## Interlands
| Datum      | Wedstrijd                    | Uitslag | Type         | Kreeg geel | Kreeg voor de tweede keer geel en dus rood | Weggestuurd |
| ---------- | ---------------------------- | ------- | ------------ | ---------- | ------------------------------------------ | ----------- |
| 12-01-1996 | Zuid-Afrika – Kameroen       | 3 – 0   | Afrika Cup   | 0          | 0                                          | 0           |
| 24-01-1996 | Liberia – Zaïre              | 0 – 2   | Afrika Cup   | 3          | 0                                          | 0           |
| 08-02-1998 | Togo – Congo-Kinshasa        | 1 – 2   | Afrika Cup   | 5          | 0                                          | 0           |
| 27-02-1998 | Egypte – Zuid-Afrika         | 2 – 0   | Afrika Cup   | 5          | 0                                          | 0           |
| 15-06-1998 | Duitsland – Verenigde Staten | 2 – 0   | WK-eindronde | 5          | 0                                          | 0           |
| 26-06-1998 | Argentinië – Kroatië         | 1 – 0   | WK-eindronde | 7          | 0                                          | 0           |
| 12-07-1998 | Brazilië – Frankrijk         | 0 – 3   | WK-eindronde | 3          | 1                                          | 0           |